# Krabi Airport
Krabi Airport is de internationale luchthaven van de Thaise stad Krabi.

## Maatschappijen en bestemmingen
In 2013 werd er op de volgende bestemmingen door de volgende maatschappijen vanaf Krabi gevlogen.
- AirAsia - Kuala Lumpur lcct
- Bangkok Airways - Bangkok-Suvarnabhumi, Ko Samui
- Finnair - Helsinki (seizoensafhankelijk)
- Nok Air - Bangkok-Don Mueang
- Novair - Stockholm-Arlanda (charter)
- Thai AirAsia - Bangkok-Don Mueang
- Thai Airways International - Bangkok-Suvarnabhumi
- Thai Smile - Bangkok-Suvarnabhumi
- Tiger Airways -  Singapore
- TUIfly Nordic - Helsinki, Stockholm-Arlanda (charter)
- Thomas Cook Airlines Scandinavia - Oslo Gardermoen, Göteborg (charter)